# G
G, g (thường được đọc là gờ hoặc giê) là chữ cái đứng ở vị trí thứ bảy trong phần chữ cái dựa trên tiếng Latinh và là chữ thứ cái đứng ở vị trí thứ 10 trong bảng chữ cái tiếng Việt.
Theo chuyện, người ta đồn rằng người phát minh chữ G, g này là một nhân vật lịch sử nổi tiếng tên là Spurius Carvilius Ruga. Chữ G đã chiếm được vị trí của chữ Z lúc đó và đã trở thành chữ cho âm /g/. Cũng giống như trường hợp của /k/, âm /g/ trở thành cả âm vòm lẫn âm vòm mềm, nên chữ G có nhiều cách phát âm khác nhau trong những tiếng thuộc nhóm ngôn ngữ Rôman.
- Trong bảng mã ASCII dùng ở máy tính, chữ G hoa có giá trị 71 và chữ g thường có giá trị 103.
- Trong âm nhạc, G đồng nghĩa với nốt Sol.
- Trong hệ đo lường quốc tế:
  - G ký hiệu cho gauss.
  - G cũng được dùng cho tiền tố giga – hay 109.
  - Còn g là ký hiệu của gam.
- Trong tin học,  G được dùng cho tiền tố giga và có giá trị là 230.
- Trong vật lý học:
  - G là hằng số Newton (hằng số hấp dẫn).
  - g là đơn vị gia tốc gây ra bởi lực hấp dẫn của Trái Đất.
- Trong sinh học:
  - G là ký hiệu viết tắt của glycine (một loại amino acid) hoặc của guanosine (một loại nucleoside), guanine (một loại nucleobase), tham gia trong thành phần nucleotide cấu tạo nên axit nuclêic).
  - Điểm G
  - G protein là một loại protein tham gia vào cơ chế truyền tín hiệu tế bào.
- Trong mô hình màu RGB, G là đại diện cho màu xanh lá cây (green).
- Trong công nghệ điện, G thông thường là tên của tham số độ dẫn điện.
- Trong kinh tế học, G thông thường được dùng để chỉ các chi phí của nhà nước.
- Theo mã số xe quốc tế, G được dùng cho Gabon.
- G được gọi là Golf trong bảng chữ cái ngữ âm NATO.
- Chữ G là một phát minh vĩ đại của người La Mã nên nó không có tương đương trong bảng chữ cái Hy Lạp, nhưng âm /g/ được diễn tả bởi ký tự Γ (chữ hoa) hay γ (chữ thường).
- Trong bảng chữ cái Cyrill, G tương đương với Г và g tương đương với г.

| Bảng chữ cái Latinh                                                                         | Bảng chữ cái Latinh       | Bảng chữ cái Latinh       | Bảng chữ cái Latinh       | Bảng chữ cái Latinh       | Bảng chữ cái Latinh       | Bảng chữ cái Latinh       | Bảng chữ cái Latinh       | Bảng chữ cái Latinh       | Bảng chữ cái Latinh       | Bảng chữ cái Latinh       | Bảng chữ cái Latinh       | Bảng chữ cái Latinh       | Bảng chữ cái Latinh       | Bảng chữ cái Latinh       | Bảng chữ cái Latinh       | Bảng chữ cái Latinh       | Bảng chữ cái Latinh       | Bảng chữ cái Latinh       | Bảng chữ cái Latinh       | Bảng chữ cái Latinh       | Bảng chữ cái Latinh       | Bảng chữ cái Latinh       | Bảng chữ cái Latinh       | Bảng chữ cái Latinh       | Bảng chữ cái Latinh       | Bảng chữ cái Latinh       | Bảng chữ cái Latinh       | Bảng chữ cái Latinh       | Bảng chữ cái Latinh       | Bảng chữ cái Latinh       | Bảng chữ cái Latinh       | Bảng chữ cái Latinh       |
| Bảng chữ cái chữ Quốc ngữ                                                                   | Bảng chữ cái chữ Quốc ngữ | Bảng chữ cái chữ Quốc ngữ | Bảng chữ cái chữ Quốc ngữ | Bảng chữ cái chữ Quốc ngữ | Bảng chữ cái chữ Quốc ngữ | Bảng chữ cái chữ Quốc ngữ | Bảng chữ cái chữ Quốc ngữ | Bảng chữ cái chữ Quốc ngữ | Bảng chữ cái chữ Quốc ngữ | Bảng chữ cái chữ Quốc ngữ | Bảng chữ cái chữ Quốc ngữ | Bảng chữ cái chữ Quốc ngữ | Bảng chữ cái chữ Quốc ngữ | Bảng chữ cái chữ Quốc ngữ | Bảng chữ cái chữ Quốc ngữ | Bảng chữ cái chữ Quốc ngữ | Bảng chữ cái chữ Quốc ngữ | Bảng chữ cái chữ Quốc ngữ | Bảng chữ cái chữ Quốc ngữ | Bảng chữ cái chữ Quốc ngữ | Bảng chữ cái chữ Quốc ngữ | Bảng chữ cái chữ Quốc ngữ | Bảng chữ cái chữ Quốc ngữ | Bảng chữ cái chữ Quốc ngữ | Bảng chữ cái chữ Quốc ngữ | Bảng chữ cái chữ Quốc ngữ | Bảng chữ cái chữ Quốc ngữ | Bảng chữ cái chữ Quốc ngữ | Bảng chữ cái chữ Quốc ngữ | Bảng chữ cái chữ Quốc ngữ | Bảng chữ cái chữ Quốc ngữ | Bảng chữ cái chữ Quốc ngữ |
| ------------------------------------------------------------------------------------------- | ------------------------- | ------------------------- | ------------------------- | ------------------------- | ------------------------- | ------------------------- | ------------------------- | ------------------------- | ------------------------- | ------------------------- | ------------------------- | ------------------------- | ------------------------- | ------------------------- | ------------------------- | ------------------------- | ------------------------- | ------------------------- | ------------------------- | ------------------------- | ------------------------- | ------------------------- | ------------------------- | ------------------------- | ------------------------- | ------------------------- | ------------------------- | ------------------------- | ------------------------- | ------------------------- | ------------------------- | ------------------------- |
| Aa                                                                                          | Ăă                        | Ââ                        | Bb                        | Cc                        | Dd                        | Đđ                        | Ee                        | Êê                        |                           | Gg                        | Hh                        | Ii                        |                           | Kk                        | Ll                        | Mm                        | Nn                        | Oo                        | Ôô                        | Ơơ                        | Pp                        | Qq                        | Rr                        | Ss                        | Tt                        | Uu                        | Ưư                        | Vv                        |                           | Xx                        | Yy                        |                           |
| Bảng chữ cái Latinh cơ bản của ISO                                                          |                           |                           |                           |                           |                           |                           |                           |                           |                           |                           |                           |                           |                           |                           |                           |                           |                           |                           |                           |                           |                           |                           |                           |                           |                           |                           |                           |                           |                           |                           |                           |                           |
| Aa                                                                                          |                           |                           | Bb                        | Cc                        | Dd                        |                           | Ee                        |                           | Ff                        | Gg                        | Hh                        | Ii                        | Jj                        | Kk                        | Ll                        | Mm                        | Nn                        | Oo                        |                           |                           | Pp                        | Qq                        | Rr                        | Ss                        | Tt                        | Uu                        |                           | Vv                        | Ww                        | Xx                        | Yy                        | Zz                        |
| Chữ G với các dấu phụ                                                                       |                           |                           |                           |                           |                           |                           |                           |                           |                           |                           |                           |                           |                           |                           |                           |                           |                           |                           |                           |                           |                           |                           |                           |                           |                           |                           |                           |                           |                           |                           |                           |                           |
| Ǵǵ                                                                                          | Ğğ                        | Ĝĝ                        | Ǧǧ                        | Ġġ                        | Ģģ                        | Ḡḡ                        | Ǥǥ                        | Ɠɠ                        | ᶃ                         |                           |                           |                           |                           |                           |                           |                           |                           |                           |                           |                           |                           |                           |                           |                           |                           |                           |                           |                           |                           |                           |                           |                           |
| Ghép hai chữ cái                                                                            |                           |                           |                           |                           |                           |                           |                           |                           |                           |                           |                           |                           |                           |                           |                           |                           |                           |                           |                           |                           |                           |                           |                           |                           |                           |                           |                           |                           |                           |                           |                           |                           |
| Ga                                                                                          | Gă                        | Gâ                        | Gb                        | Gc                        | Gd                        | Gđ                        | Ge                        | Gê                        | Gf                        | Gg                        | Gh                        | Gi                        | Gj                        | Gk                        | Gl                        | Gm                        | Gn                        | Go                        | Gô                        | Gơ                        | Gp                        | Gq                        | Gr                        | Gs                        | Gt                        | Gu                        | Gư                        | Gv                        | Gw                        | Gx                        | Gy                        | Gz                        |
| GA                                                                                          | GĂ                        | GÂ                        | GB                        | GC                        | GD                        | GĐ                        | GE                        | GÊ                        | GF                        | GG                        | GH                        | GI                        | GJ                        | GK                        | GL                        | GM                        | GN                        | GO                        | GÔ                        | GƠ                        | GP                        | GQ                        | GR                        | GS                        | GT                        | GU                        | GƯ                        | GV                        | GW                        | GX                        | GY                        | GZ                        |
| aG                                                                                          | ăG                        | âG                        | bG                        | cG                        | dG                        | đG                        | eG                        | êG                        | fG                        | gG                        | hG                        | iG                        | jG                        | kG                        | lG                        | mG                        | nG                        | oG                        | ôG                        | ơG                        | pG                        | qG                        | rG                        | sG                        | tG                        | uG                        | ưG                        | vG                        | wG                        | xG                        | yG                        | zG                        |
| AG                                                                                          | ĂG                        | ÂG                        | BG                        | CG                        | DG                        | ĐG                        | EG                        | ÊG                        | FG                        | GG                        | HG                        | IG                        | JG                        | KG                        | LG                        | MG                        | NG                        | OG                        | ÔG                        | ƠG                        | PG                        | QG                        | RG                        | SG                        | TG                        | UG                        | ƯG                        | VG                        | WG                        | XG                        | YG                        | ZG                        |
| Ghép chữ G với số hoặc số với chữ G                                                         |                           |                           |                           |                           |                           |                           |                           |                           |                           |                           |                           |                           |                           |                           |                           |                           |                           |                           |                           |                           |                           |                           |                           |                           |                           |                           |                           |                           |                           |                           |                           |                           |
|                                                                                             |                           |                           |                           | G0                        | G1                        | G2                        | G3                        | G4                        | G5                        | G6                        | G7                        | G8                        | G9                        |                           |                           |                           |                           |                           | 0G                        | 1G                        | 2G                        | 3G                        | 4G                        | 5G                        | 6G                        | 7G                        | 8G                        | 9G                        |                           |                           |                           |                           |
| Xem thêm                                                                                    |                           |                           |                           |                           |                           |                           |                           |                           |                           |                           |                           |                           |                           |                           |                           |                           |                           |                           |                           |                           |                           |                           |                           |                           |                           |                           |                           |                           |                           |                           |                           |                           |
| Biến thể Chữ số Cổ tự học Danh sách các chữ cái Dấu câu Dấu phụ ISO/IEC 646 Lịch sử Unicode |                           |                           |                           |                           |                           |                           |                           |                           |                           |                           |                           |                           |                           |                           |                           |                           |                           |                           |                           |                           |                           |                           |                           |                           |                           |                           |                           |                           |                           |                           |                           |                           |